# Walk-Gletscher
Der Walk-Gletscher ist ein Gletscher im westantarktischen Ellsworthland. In den Jones Mountains fließt er von den Christoffersen Heights in westlicher Richtung südlich der Forbidden Rocks.
Teilnehmer einer Expedition der University of Minnesota zu den Jones Mountains (1960–1961) kartierten ihn. Das Advisory Committee on Antarctic Names benannte ihn 1963 nach Leutnant Donald Richard Walk (1933–2016) von der United States Navy, medizinischer und leitender Offizier auf der Byrd-Station im Jahr 1961.